# 1986 au Nouveau-Brunswick
Chronologie du Nouveau-Brunswick
- 1982
- 1983
- 1984
- 1985
- 1986
- 1987
- 1988
- 1989
- 1990

Cette page concerne des événements d'actualité qui se sont produits durant l'année 1986 dans la province canadienne du Nouveau-Brunswick.

## Événements
- Disparition du Parti acadien.
- Fondation du Centre culturel Aberdeen à Moncton.
- Bill Malenfant,  George Rideout et Elsie Wayne sont réélus respectivement maires de Dieppe, Moncton et Saint-Jean et Brad Woodside est élu maire de Fredericton lors des élections municipales.
- La SANB devient la SAANB (Société des Acadiens et des Acadiennes du Nouveau-Brunswick).
- 10 février : le libéral Robert Beaulieu remporte l'élection partielle d'Edmundston à la suite de la nomination de Jean-Maurice Simard au sénat le 26 juin 1985.
- 12 mai : fondation du village Maisonnette.
- 21 juin : Allan Legere assassine un épicier John Glendenning à Black River Bridge. Il sera accusé du meurtre et il sera surnommé (Le monstre de Miramichi).
- 28 juillet : le parc des Fondateurs devient un lieu historique provincial.
- 11 août : fondation du journal Le Matin à Moncton.

## Naissances
- 17 novembre : Billy Bezeau, joueur de hockey sur glace.

## Décès
- 12 juin : Bill Miller, joueur de hockey sur glace
- 1er juillet : Murray Vaughan, artiste
- 23 septembre : Gordie Drillon, joueur de hockey sur glace